# Greg Centauro
Greg Centauro (10 de enero de 1977–26 de marzo del 2011) fue  un director y actor pornográfico francés.

## Carrera
Centauro cobró notoriedad en Francia durante el 2000 cuándo él y su entonces novia Clara Morgane se convirtieron en actores porno al mismo tiempo. Morgane, quién actuó la mayoría de sus escenas heterosexuales con Centauro, de prisa se convirtió en la actriz más popular de Francia. Aun así, se retiró del porno después de dos años, mientras Centauro quiso continuar con su carrera. Finalmente la pareja terminó separándose. Centauro actuó en películas porno en Francia, donde también empezó a dirigir películas. Más tarde se trasladó a Budapest, la capital de porno en Europa, donde se especializó en gonzo. 

## Muerte
Centauro murió en Budapest, a causa de una sobredosis de cocaína  el 26 de marzo del 2011 mientras filmaba su nueva película, Nut, Butts and Euro Sluts 2. 

## Vida personal
Centauro se casó con la modelo y actriz pornográfica húngara Vera Versanyi en 2004.
Centauro era también seguidor y fan de la banda  de rock outfit alemán, Rammstein.

## Filmografía parcial
- Historia anal
- Maldito Bonito 7
- Nuts, Butts, Euro Sluts
- Bastante Pollitos
- Das Edelmodel
- Putas de Maníaco del sexo

## Etiquetas de película
- Paradise Film Entertainment
- Digital Sin
- Platinum X Pictures
- Zero Tolerance

## Premios y nombramientos
- 2007 eLine ganador  - Mejor Serie Internacional - Asno Drippers (Película de Paraíso)
- 2007 eLine ganador  - Mejor Actor Internacional
- 2008 eLine ganador - Mejor  Actor alemán
- 2009 Erotixxx ganador - Mejor Película alemana - Negro Y Blanco 4 U (Película de Paraíso)